# KBS Drama Awards
KBS Drama Awards (Hangul: KBS 연기대상 KBS Yeon-gi Daesang) – ceremonia rozdania nagród telewizyjnych organizowana przez Korean Broadcasting System za wybitne seriale telewizyjne emitowanych przez stację. Odbywa się ona corocznie 31 grudnia od 1987 roku. Najwyższym wyróżnieniem jest „wielka nagroda” (hangul: 대상 Daesang), przyznawana najlepszemu aktorze lub aktorce roku.

## Kategorie nagród
- Wielka nagroda (kor. 대상 daesang) – dla najlepszego aktora/aktorki roku.
- Top Excellence in Acting Award (최우수상)
- Excellence in Acting Award (우수상)
- Najlepszy aktor drugoplanowy/Najlepsza aktorka drugoplanowa (조연상)
- Najlepszy nowy aktor/Najlepsza nowa aktorka (신인연기상)
- Najlepszy młody aktor/Najlepsza młoda aktorka (청소년 연기상)
- Best Actor/Actress in a One-Act/Special/Short Drama (단막극집상)
- PD Award, przyznawana najlepszemu aktorowi lub aktorce, wg PD
- Najlepszy scenarzysta (작가상)
- Nagroda specjalna (특별상)
- Nagroda za całokształt twórczości (공로상)
- Nagroda Popularności (인기상)
- Nagroda Internautów (네티즌상), przyznawana aktorowi/aktorce z największą liczbą głosów online zebranych na stronie internetowej KBS
- Nagroda „najlepsza para” (베스트 커플상), przyznawana najlepszej parze z serialu, na którą głosowali zarejestrowani użytkownicy strony KBS

## Nagrody
| Wielka nagroda (Daesang) | Wielka nagroda (Daesang) | Wielka nagroda (Daesang) | Wielka nagroda (Daesang)                                              |
| #                        | Rok                      | Odbiorca                 | Tytuł serialu                                                         |
| ------------------------ | ------------------------ | ------------------------ | --------------------------------------------------------------------- |
| 1                        | 1987                     | Im Dong-jin              | Land (토지)                                                           |
| 2                        | 1988                     | Ban Hyo-jung             | Land (토지)                                                           |
| 3                        | 1989                     | Go Doo-shim              | Fetters of Love (사랑의 굴레)                                         |
| 4                        | 1990                     | Yu In-chon               | Ambitious Times (야망의 세월)                                         |
| 5                        | 1991                     | Lee Nak-hoon             | Yesterday’s Green Grass (옛날의 금잔디)                               |
| 6                        | 1992                     | Oh Hyun-gyung            | TV’s The Art of War (TV 손자병법)                                     |
| 7                        | 1993                     | Ha Hee-ra                | The Break of Dawn (먼동)                                              |
| 8                        | 1994                     | Lee Deok-hwa             | Han Myung-hoi (한명회)                                                |
| 9                        | 1995                     | Na Moon-hee              | Even if the Wind Blows (람은 불어도)                                  |
| 10                       | 1996                     | Kang Boo-ja              | Men of the Bath House (목욕탕집 남자들)                               |
| 11                       | 1997                     | Yoo Dong-geun            | Tears of the Dragon (용의 눈물)                                       |
| 12                       | 1998                     | Choi Soo-jong            | Legendary Ambition (야망의 전설)                                      |
| 13                       | 1999                     | Chae Shi-ra              | The King and Queen (왕과 비)                                          |
| 14                       | 2000                     | Kim Yeong-cheol          | Taejo Wang Geon                                                       |
| 15                       | 2001                     | Choi Soo-jong            | Taejo Wang Geon                                                       |
| 16                       | 2002                     | Yoo Dong-geun            | Myeongseong hwanghu (명성황후)                                        |
| 17                       | 2003                     | Kim Hye-soo              | Jang Hui-bin (장희빈)                                                 |
| 18                       | 2004                     | Go Doo-shim              | More Beautiful Than a Flower (꽃보다 아름다워)                        |
| 19                       | 2005                     | Kim Myung-min            | Bulmyeol-ui Yi Sun-sin (불멸의 이순신)                                |
| 20                       | 2006                     | Ha Ji-won                | Hwang Jin-yi (황진이)                                                 |
| 21                       | 2007                     | Choi Soo-jong            | Dae Jo-yeong (대조영)                                                 |
| 22                       | 2008                     | Kim Hye-ja               | Eommaga bbulnada (엄마가 뿔났다)                                      |
| 23                       | 2009                     | Lee Byung-hun            | Irys (아이리스)                                                       |
| 24                       | 2010                     | Jang Hyuk                | Łowcy niewolników (추노)                                              |
| 25                       | 2011                     | Shin Ha-kyun             | Brain (브레인)                                                        |
| 26                       | 2012                     | Kim Nam-joo              | Neongkuljjae gulleoon dangsin (넝쿨째 굴러온 당신)                    |
| 27                       | 2013                     | Kim Hye-soo              | Jikjang-ui shin (직장의 신)                                           |
| 28                       | 2014                     | Yoo Dong-geun            | Gajokggiri wae irae (가족끼리 왜 이래)                                |
| 29                       | 2015                     | Kim Soo-hyun             | Producent (프로듀사)                                                  |
| 29                       | 2015                     | Go Doo-shim              | Byeolnan myeoneuri (별난 며느리), Butakhae-yo, eomma (부탁해요, 엄마) |
| 30                       | 2016                     | Song Joong-ki            | Taeyang-ui huye                                                       |
| 30                       | 2016                     | Song Hye-kyo             | Taeyang-ui huye                                                       |
| 31                       | 2017                     | Kim Yeong-cheol          | Abeojiga isanghae                                                     |
| 31                       | 2017                     | Chun Ho-jin              | Hwang-geumbit nae insaeng                                             |
| 32                       | 2018                     | Yoo Dong-geun            | Gat-i sallaeyo                                                        |
| 32                       | 2018                     | Kim Myung-min            | Uriga mannan gijeok                                                   |
| 33                       | 2019                     | Gong Hyo-jin             | When the Camellia Blooms                                              |
| 34                       | 2020                     | Chun Ho-jin              | Han beon danyeowatseupnida                                            |